# Irreligión por país

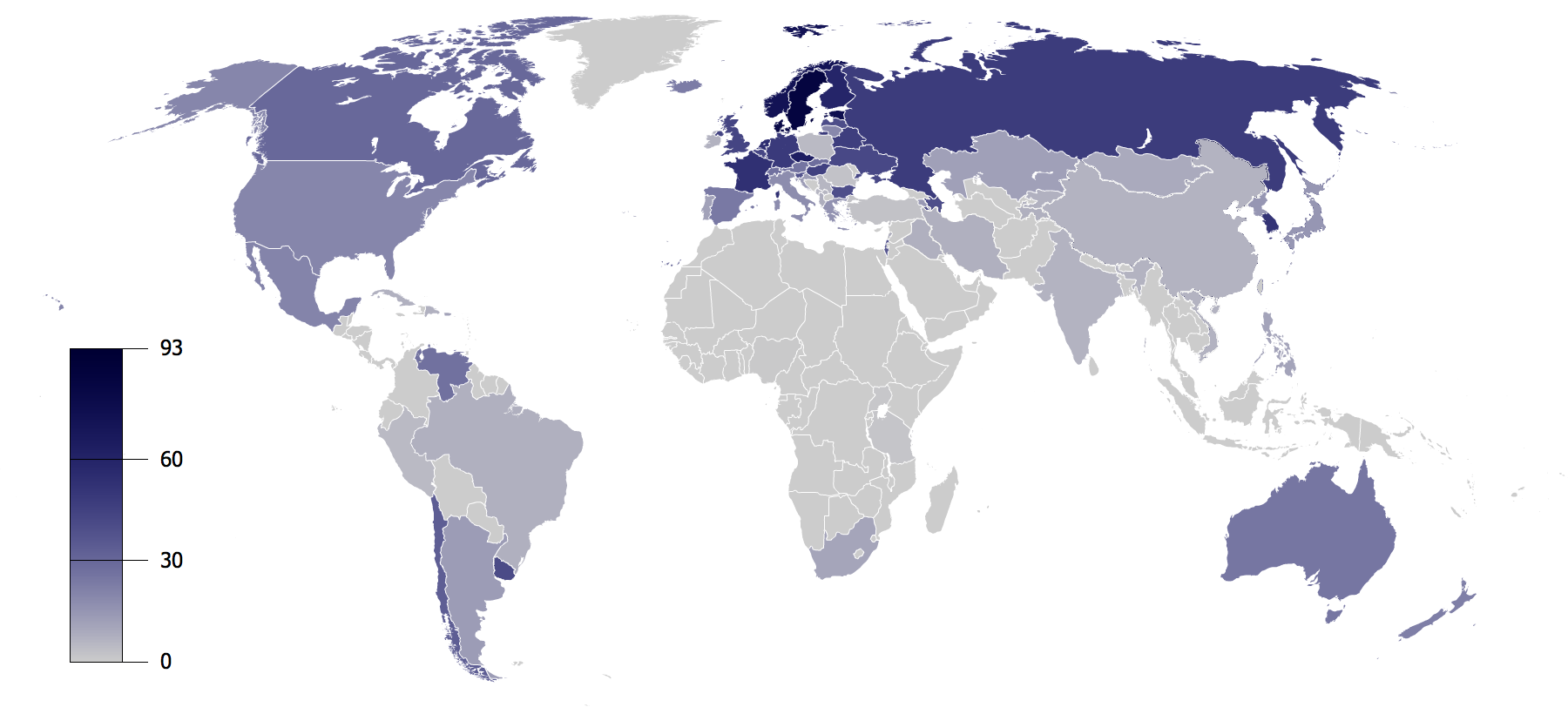
Población mundial no religiosa por porcentaje

La Irreligión (englobando el ateísmo, agnosticismo, deísmo, no creyentes, antirreligión, escepticismo religioso, librepensamiento, antiteísmo, apateísmo y humanismo secular) varía en los diferentes países alrededor del mundo.
El 23.6% de la población mundial (1.193 millones de personas) se consideran no religiosas.

## Porcentaje 2020
1. República Checa (78.4%)[3]
2. Corea del Norte (71.3%)[3]
3. Estonia (60.2%)[3]
4. Japón (60%)[3]
5. Hong Kong (54.7%)[3]
6. China (51.8%)[3]
7. Corea del Sur (46.6%)[3]
8. Letonia (45.3%)[3]
9. Países Bajos (44.3%)
10. Uruguay (41.5%)[3]
11. Nueva Zelanda (39.6%)[3]
12. Mongolia (36.5%)[3]
13. Francia (31.9%)[3]
14. Reino Unido (31.2%)[3]
15. Bélgica (31%)[3]
16. Vietnam (29.9%)[3]
17. Suecia (29%)[3]
18. Australia (28.6%)[3]
19. Bielorrusia (28.6%)[3]
20. Luxemburgo (26.7%)[3]
21. Alemania (26.3%)[3]
22. Canadá (24.5%)[3]
23. Cuba (23.2%)[3]
24. Suiza (22.8%)[3]
25. España (21%)[3]
26. Finlandia (20.8%)[3]
27. Hungría (20.3%)[3]
28. Eslovenia (18.8%)[3]
29. Estados Unidos (18.6%)[3]
30. Botsuana (17.5%)[3]

## Porcentaje 2050
1. República Checa (78.4%)[4]
2. Corea del Norte (71.3%)[5]
3. Japón (67.7%)
4. Estonia (59.1%)[6]
5. China (50.8%)[7]
6. Hong Kong (49.1%)[8]
7. Países Bajos (49.1%)[9]
8. Corea del Sur (46.3%)[10]
9. Letonia (46.1%)[11]
10. Nueva Zelanda (45.1%)[12]
11. Francia (44.1%)[13]
12. Uruguay (42.1%)[3]
13. Australia (40.4%)[14]
14. Reino Unido (38.9%)[15]
15. Mongolia (37.4%)[16]
16. Bélgica (33.6%)[17]
17. Suecia (32.8%)[18]
18. Vietnam (30.5%)[19]
19. Alemania (29.8%)[20]
20. Suiza (28.4%)[21]
21. España (26.5%)[21]
22. Bielorrusia (26.2%)[3]
23. Luxemburgo (26.2%)[4]
24. Canadá (25.6%)[5]
25. Estados Unidos (25.6%)[22]
26. Cuba (23.5%)[6]
27. Hungría (23.3%)[7]
28. Finlandia (23.2%)[8]
29. Eslovenia (20.2%)[9]
30. Eslovaquia (19%)[10]

## Población 2020
| País                            | Población no religiosa | Fuente |
| ------------------------------- | ---------------------- | ------ |
| China                           | 720,100,000            | [ 23 ] |
| Japón                           | 74,780,000             | [ 24 ] |
| Estados Unidos                  | 62,310,000             | [ 25 ] |
| Vietnam                         | 28,760,000             | [ 26 ] |
| Corea del Sur                   | 23,250,000             | [ 27 ] |
| Rusia                           | 21,190,000             | [ 28 ] |
| Alemania                        | 21,150,000             | [ 29 ] |
| Francia                         | 20,830,000             | [ 30 ] |
| Reino Unido                     | 20,070,000             | [ 31 ] |
| Corea del Norte                 | 18,070,000             | [ 32 ] |
| Brasil                          | 17,620,000             | [ 33 ] |
| España                          | 10,190,000             | [ 34 ] |
| Canadá                          | 8,950,000              | [ 35 ] |
| República Checa                 | 8,280,000              | [ 36 ] |
| Sudáfrica                       | 8,220,000              | [ 37 ] |
| Italia                          | 8,900,000              | [ 38 ] |
| Países Bajos                    | 8,550,000              | [ 39 ] |
| México                          | 8,240,000              | [ 40 ] |
| Australia                       | 6,990,000              | [ 41 ] |
| Ucrania                         | 5,370,000              | [ 42 ] |
| Argentina                       | 5,320,000              | [ 43 ] |
| Mozambique                      | 5,020,000              | [ 44 ] |
| Hong Kong                       | 4,090,000              | [ 45 ] |
| Colombia                        | 3,510,000              | [ 46 ] |
| Bélgica                         | 3,370,000              | [ 47 ] |
| Venezuela                       | 3,220,000              | [ 48 ] |
| Taiwán                          | 3,190,000              | [ 49 ] |
| Suecia                          | 2,860,000              | [ 50 ] |
| Polonia                         | 2,780,000              | [ 51 ] |
| Bielorrusia                     | 2,690,000              | [ 52 ] |
| Cuba                            | 2,600,000              | [ 53 ] |
| Uruguay                         | 2,070,000              | [ 54 ] |
| Madagascar                      | 2,010,000              | [ 55 ] |
| Hungría                         | 1,970,000              | [ 56 ] |
| Costa de Marfil                 | 1,970,000              | [ 57 ] |
| Nueva Zelanda                   | 1,910,000              | [ 58 ] |
| Chile                           | 1,800,000              | [ 59 ] |
| Suiza                           | 1,800,000              | [ 60 ] |
| República Democrática del Congo | 1,450,000              | [ 61 ] |
| Angola                          | 1,270,000              | [ 62 ] |
| Camerún                         | 1,260,000              | [ 63 ] |
| Austria                         | 1,250,000              | [ 64 ] |
| República Dominicana            | 1,230,000              | [ 65 ] |
| Haití                           | 1,230,000              | [ 66 ] |
| Kenia                           | 1,200,000              | [ 67 ] |
| Ghana                           | 1,160,000              | [ 68 ] |
| Mongolia                        | 1,160,000              | [ 69 ] |
| Finlandia                       | 1,140,000              | [ 70 ] |
| Zimbabue                        | 1,110,000              | [ 71 ] |
| Perú                            | 1,010,000              | [ 72 ] |
| Tanzania                        | 1,000,000              | [ 73 ] |

## Población 2050
| País                            | Población no religiosa | Fuente |
| ------------------------------- | ---------------------- | ------ |
| China                           | 663,080,000            | [ 23 ] |
| Estados Unidos                  | 100,860,000            | [ 25 ] |
| Japón                           | 72,980,000             | [ 24 ] |
| Vietnam                         | 31,720,000             | [ 26 ] |
| Francia                         | 30,570,000             | [ 30 ] |
| Reino Unido                     | 26,710,000             | [ 31 ] |
| Corea del Sur                   | 22,010,000             | [ 27 ] |
| Alemania                        | 21,150,000             | [ 29 ] |
| Brasil                          | 20,740,000             | [ 33 ] |
| Corea del Norte                 | 18,800,000             | [ 32 ] |
| Rusia                           | 13,960,000             | [ 28 ] |
| España                          | 13,850,000             | [ 34 ] |
| México                          | 11,950,000             | [ 40 ] |
| Australia                       | 11,780,000             | [ 41 ] |
| Canadá                          | 10,470,000             | [ 35 ] |
| Sudáfrica                       | 9,330,000              | [ 37 ] |
| Italia                          | 9,160,000              | [ 38 ] |
| Países Bajos                    | 8,380,000              | [ 39 ] |
| Mozambique                      | 8,220,000              | [ 44 ] |
| República Checa                 | 7,700,000              | [ 36 ] |
| Argentina                       | 5,720,000              | [ 43 ] |
| Madagascar                      | 4,620,000              | [ 54 ] |
| Colombia                        | 4,430,000              | [ 46 ] |
| Polonia                         | 4,270,000              | [ 51 ] |
| Hong Kong                       | 3,820,000              | [ 45 ] |
| Bélgica                         | 3,740,000              | [ 47 ] |
| Venezuela                       | 3,720,000              | [ 48 ] |
| Suecia                          | 3,590,000              | [ 50 ] |
| Costa de Marfil                 | 3,550,000              | [ 52 ] |
| Taiwán                          | 3,450,000              | [ 49 ] |
| Tanzania                        | 3,190,000              | [ 73 ] |
| Nueva Zelanda                   | 2,640,000              | [ 57 ] |
| Uruguay                         | 2,630,000              | [ 60 ] |
| República Democrática del Congo | 2,490,000              | [ 58 ] |
| Chile                           | 2,420,000              | [ 42 ] |
| Ucrania                         | 2,420,000              | [ 53 ] |
| Cuba                            | 2,270,000              | [ 67 ] |
| Kenia                           | 2,270,000              | [ 56 ] |
| Bielorrusia                     | 2,230,000              | [ 59 ] |
| Suiza                           | 2,230,000              | [ 62 ] |
| Angola                          | 2,150,000              | [ 55 ] |
| Hungría                         | 1,990,000              | [ 63 ] |
| Camerún                         | 1,750,000              | [ 68 ] |
| Ghana                           | 1,730,000              | [ 66 ] |
| Haití                           | 1,670,000              | [ 69 ] |
| Mongolia                        | 1,540,000              | [ 61 ] |
| Austria                         | 1,460,000              | [ 64 ] |
| República Dominicana            | 1,450,000              | [ 65 ] |
| Zimbabue                        | 1,430,000              | [ 71 ] |
| Perú                            | 1,320,000              | [ 72 ] |
| Finlandia                       | 1,290,000              | [ 70 ] |